# Derain (cràter)
Derain és un cràter d'impacte en el planeta Mercuri de 167 km de diàmetre. Porta el nom del pintor francès André Derain (1880-1954), i el seu nom va ser aprovat per la Unió Astronòmica Internacional el 2009.
Té el material extraordinàriament fosc dins i al voltant del cràter. El material és més fosc que el terreny veí de tal manera que aquest cràter s'identifica fàcilment, fins i tot en una imatge global llunyana de Mercuri. L'halo fosc pot ser un material amb una composició mineralògica diferent de la majoria de la superfície visible de Mercuri.
S'han observat cràters amb material fosc similar sobre o prop de les seves vores a la superfície de la conca Caloris durant el primer sobrevol de la sonda espacial MESSENGER.